# AFCチャレンジカップ2014 (予選)
AFCチャレンジカップ2014の予選はAFCチャレンジカップ2014への出場権を得るために行われる大会である。予選の抽選会は2012年12月11日にマレーシア・クアラルンプールのAFCハウスで行われた。予選は2013年3月2日から3月21日にかけて行われる。

## 開催方式
20チームが2012年9月7日のエントリー締め切りまでに参加を表明した。北マリアナ諸島代表は今大会よりAFCに参加を承認され、初めてAFCチャレンジカップに参加する (北マリアナ諸島はAFCの準会員)。
今大会より、本大会開催国には本戦出場権が与えられることが事前に告知された。開催国は11月28日に開催されたAFC大会実行委員会の会合でモルディブに決定した。
参加20チームは4カ国ずつ5組に分かれ、事前に決められた開催国の会場においてラウンドロビン方式 (1回戦総当り制) で戦う。各組1位5チームと、各組2位の内成績上位2チームが本大会の出場権を獲得する。
| ポット1 (予選開催国)                                   | ポット2                                                                | ポット3                                                                      | ポット4                                                |
| ------------------------------------------------------ | ---------------------------------------------------------------------- | ---------------------------------------------------------------------------- | ------------------------------------------------------ |
| キルギス · ラオス · ミャンマー · ネパール · フィリピン | トルクメニスタン · パレスチナ · タジキスタン · インド · アフガニスタン | パキスタン · バングラデシュ · スリランカ · チャイニーズタイペイ · カンボジア | マカオ · モンゴル · ブルネイ · グアム · 北マリアナ諸島 |

註
- カンボジアは2012年10月26日に財政と競争力を考慮し参加辞退を表明したとされていた[8][9]が、抽選に参加した。
- バングラデシュは当初発表された参加国の中には含まれていなかったが、抽選に参加した[4]。
- 不参加:  ブータン、 北朝鮮、 東ティモール[6]

## 結果
基本的に予選は2013年3月2、4、6日にかけて行われるがグループBは3月17、19、21日の日程で行われる。また、グループEは3月22、24，26日へと日程が変更された。
| 識別                   |
| ---------------------- |
| 本大会出場権獲得チーム |

成績決定方法
各組、勝ち点は勝利3ポイント、引き分け1ポイント、負けは0ポイントとし、勝ち点が並んだ場合以下の順で順位を決定する
1. 当該国間の対戦の勝ち点
2. 当該国間の対戦の得失点差（3チーム以上が並んだ場合に適用）
3. 当該国間の対戦の得点数
4. グループ内の得失点差
5. グループ内の総得点
6. 2チームが並んでおり、最終試合で対戦していた場合は試合後行うPK戦の勝者
7. イエローカード、レッドカードの枚数。 (イエローカードは1ポイント、イエローカード2枚及び直接受けたレッドカードは3ポイント、イエローカード獲得後レッドカードを受けた場合は4ポイント。点数の少ないチームが上位)
8. 抽選

### グループ A
- 会場：ミャンマー (UTC+6:30)

| 順 | チーム               | 試 | 勝 | 分 | 敗 | 得 | 失 | 差 | 点 |
| -- | -------------------- | -- | -- | -- | -- | -- | -- | -- | -- |
| 1  | ミャンマー           | 3  | 2  | 1  | 0  | 7  | 1  | +6 | 7  |
| 2  | インド               | 3  | 2  | 0  | 1  | 6  | 2  | +4 | 6  |
| 3  | グアム               | 3  | 1  | 0  | 2  | 3  | 9  | −6 | 3  |
| 4  | チャイニーズタイペイ | 3  | 0  | 1  | 2  | 2  | 6  | −4 | 1  |

| 2013年3月2日 16:00 |

| インド                    | 2 - 1 | チャイニーズタイペイ |
| ラジャ 40分 · シング 90分 |       | 李泰麟 54分          |

| トゥウンナ・スタジアム（ヤンゴン） 観客数: 1,000人 主審: Fahad Al-Mirdasi |

| 2013年3月2日 18:45 |

| ミャンマー | 5 - 0    | グアム |
| ソー・ミン・オー 26分 · チー・リン 40分 (PK) · ピャー・ピョー・アウン 45+2分 · パイ・ソー 50分 · チョー・ザヤル・ウィン 80分 | レポート |        |

| トゥウンナ・スタジアム（ヤンゴン） 観客数: 3,000人 主審: Mohammad Abu Loum |

| 2013年3月4日 16:00 |

| グアム | 0 - 4    | インド                                              |
|        | レポート | チェトリ 49分, 90+1分 · ミランダ 68分 · ラジャ 79分 |

| トゥウンナ・スタジアム（ヤンゴン） 観客数: 400人 主審: Shahzad Khurram |

| 2013年3月4日 18:45 |

| チャイニーズタイペイ | 1 - 1    | ミャンマー                |
| 李盟乾 80分 (PK)     | レポート | ソー・チョー・チョー 18分 |

| トゥウンナ・スタジアム（ヤンゴン） 観客数: 3,000人 主審: コ・ヒョンジン |

| 2013年3月6日 16:00 |

| チャイニーズタイペイ | 0 - 3    | グアム                                |
|                      | レポート | カンリフ 15分, 78分 · マリアーノ 54分 |

| トゥウンナ・スタジアム（ヤンゴン） 観客数: 3,000人 主審: Fahad Al-Mirdasi |

| 2013年3月6日 18:45 |

| ミャンマー            | 1 - 0    | インド |
| ソー・ミン・オー 75分 | レポート |        |

| トゥウンナ・スタジアム（ヤンゴン） 観客数: 6,000人 主審: Mohammad Abu Loum |

### グループ B
- 会場：キルギス (UTC+6)

| 順 | チーム       | 試 | 勝 | 分 | 敗 | 得 | 失 | 差 | 点 |
| -- | ------------ | -- | -- | -- | -- | -- | -- | -- | -- |
| 1  | キルギス     | 3  | 3  | 0  | 0  | 3  | 0  | +3 | 9  |
| 2  | タジキスタン | 3  | 2  | 0  | 1  | 4  | 1  | +3 | 6  |
| 3  | パキスタン   | 3  | 1  | 0  | 2  | 2  | 2  | 0  | 3  |
| 4  | マカオ       | 3  | 0  | 0  | 3  | 0  | 6  | −6 | 0  |

| 2013年3月17日 12:00 |

| タジキスタン    | 1 - 0    | パキスタン |
| マフムドフ 89分 | レポート |            |

| スパルタク・スタジアム（ビシュケク） 観客数: 400人 主審: マスウード・トゥファーイレ |

| 2013年3月17日 16:00 |

| キルギス        | 1 - 0    | マカオ |
| テッテフ 45+1分 | レポート |        |

| スパルタク・スタジアム（ビシュケク） 観客数: 6,000人 主審: アリー・サバーハ・アッダイ |

| 2013年3月19日 12:00 |

| マカオ | 0 - 3    | タジキスタン                                  |
|        | レポート | イスマイロフ 56分, 90+2分 · エルガシェフ 82分 |

| スパルタク・スタジアム（ビシュケク） 観客数: 800人 主審: ジャミール・ジュマア・アブドゥルフサイン |

| 2013年3月19日 16:00 |

| パキスタン | 0 - 1    | キルギス     |
|            | レポート | テッテフ 1分 |

| スパルタク・スタジアム（ビシュケク） 観客数: 12,000人 主審: アンマール・アル＝ジェネイビー |

| 2013年3月21日 12:00 |

| パキスタン                                 | 2 - 0    | マカオ |
| バシール 44分 (PK) · カリーム・ウラー 70分 | レポート |        |

| スパルタク・スタジアム（ビシュケク） 観客数: 800人 主審: ジャミール・ジュマア・アブドゥルフサイン |

| 2013年3月21日 16:00 |

| キルギス      | 1 - 0    | タジキスタン |
| テッテフ 41分 | レポート |              |

| スパルタク・スタジアム（ビシュケク） 観客数: 15,500人 主審: マスウード・トゥファーイレ |

### グループ C
- 会場：ラオス (UTC+7)

| 順 | チーム         | 試 | 勝 | 分 | 敗 | 得 | 失 | 差 | 点 |
| -- | -------------- | -- | -- | -- | -- | -- | -- | -- | -- |
| 1  | アフガニスタン | 3  | 2  | 1  | 0  | 3  | 1  | +2 | 7  |
| 2  | ラオス         | 3  | 1  | 2  | 0  | 6  | 4  | +2 | 5  |
| 3  | スリランカ     | 3  | 1  | 0  | 2  | 5  | 5  | 0  | 3  |
| 4  | モンゴル       | 3  | 0  | 1  | 2  | 1  | 5  | −4 | 1  |

| 2013年3月2日 16:00 |

| アフガニスタン | 1 - 0    | スリランカ |
| アレズー 45分  | レポート |            |

| ニュー・ラオス・ナショナルスタジアム（ヴィエンチャン） 観客数: 200人 主審: Muhammad Taqi Al-Jaafari |

| 2013年3月2日 19:00 |

| ラオス                | 1 - 1    | モンゴル                  |
| サッヤブーンスー 33分 | レポート | トゥメンジャルガル 45+2分 |

| ニュー・ラオス・ナショナルスタジアム（ヴィエンチャン） 観客数: 1,200人 主審: アリー・シャアバーン |

| 2013年3月4日 16:00 |

| モンゴル | 0 - 1    | アフガニスタン  |
|          | レポート | アーレズー 59分 |

| ニュー・ラオス・ナショナルスタジアム（ヴィエンチャン） 観客数: 500人 主審: Sgt. Win Cho |

| 2013年3月4日 19:00 |

| スリランカ                        | 2 - 4    | ラオス                                                                                   |
| ラトナヤケ 74分 · グナラトネ 81分 | レポート | ヴォンチェンハム 31分 (PK) · サッヤブーンスー 47分 · サッヤブーン 71分 · フィマセン 77分 |

| ニュー・ラオス・ナショナルスタジアム（ヴィエンチャン） 観客数: 1,000人 主審: ムフタール・アル＝ヤリーミー |

| 2013年3月6日 16:00 |

| スリランカ                          | 3 – 0    | モンゴル |
| グナラトネ 55分 · ミガラ 58分, 88分 | レポート |          |

| ニュー・ラオス・ナショナルスタジアム（ヴィエンチャン） 観客数: 200人 主審: Muhammad Taqi Al-Jaafari |

| 2013年3月6日 19:00 |

| ラオス          | 1 – 1    | アフガニスタン    |
| サヤヴティ 30分 | レポート | アフマディー 58分 |

| ニュー・ラオス・ナショナルスタジアム（ヴィエンチャン） 観客数: 3,000人 主審: アリー・シャアバーン |

### グループ D
- 会場：ネパール (UTC+5:45)

| 順 | チーム         | 試 | 勝 | 分 | 敗 | 得 | 失 | 差  | 点 |
| -- | -------------- | -- | -- | -- | -- | -- | -- | --- | -- |
| 1  | パレスチナ     | 3  | 2  | 1  | 0  | 10 | 0  | +10 | 7  |
| 2  | バングラデシュ | 3  | 2  | 0  | 1  | 6  | 1  | +5  | 6  |
| 3  | ネパール       | 3  | 1  | 1  | 1  | 6  | 2  | +4  | 4  |
| 4  | 北マリアナ諸島 | 3  | 0  | 0  | 3  | 0  | 19 | −19 | 0  |

| 2013年3月2日 14:30 |

| パレスチナ  | 1 - 0    | バングラデシュ |
| シーブ 78分 | レポート |                |

| ダサラス・ランガシャラ・スタジアム（カトマンズ） 観客数: 4,000人 主審: Mohd Amirul Izwan Bin Yaacob |

| 2013年3月2日 17:30 |

| ネパール                                                              | 6 - 0    | 北マリアナ諸島 |
| ハワス 4分, 41分, 72分 · サフハラ 30分 · タマン 60分 (PK) · ライ 68分 | レポート |                |

| ダサラス・ランガシャラ・スタジアム（カトマンズ） 観客数: 17,000人 主審: 樊奇 |

| 2013年3月4日 14:30 |

| 北マリアナ諸島 | 0 - 9    | パレスチナ |
|                | レポート | サーリム 7分, 76分, 82分 · アブハビブ 21分 (PK), 27分 · アティーエ 23分, 90+1分 · シーブ 68分 · アブーガルクード 83分 |

| ダサラス・ランガシャラ・スタジアム（カトマンズ） 観客数: 2,700人 主審: ムハンナド・カースィム |

| 2013年3月4日 17:05 |

| バングラデシュ         | 2 - 0    | ネパール |
| ロニー 28分 (PK), 57分 | レポート |          |

| ダサラス・ランガシャラ・スタジアム（カトマンズ） 観客数: 19,000人 主審: ファハド・アル＝マッリー |

| 2013年3月6日 14:30 |

| バングラデシュ                                   | 4 – 0    | 北マリアナ諸島 |
| アフメド 2分, 83分 · ロニー 37分 · リンコン 90分 | レポート |                |

| ダサラス・ランガシャラ・スタジアム（カトマンズ） 観客数: 2,000人 主審: Mohd Amirul Izwan Bin Yaacob |

| 2013年3月6日 17:30 |

| ネパール | 0 – 0    | パレスチナ |
|          | レポート |            |

| ダサラス・ランガシャラ・スタジアム（カトマンズ） 観客数: 12,000人 主審: 樊奇 |

### グループ E
- 会場：フィリピン (UTC+8)
- 2013年3月20日、ブルネイは「不可避の状況」により出場を辞退した[12][13]。ブルネイが出場予定だったすべての試合は0-3のスコアで相手の勝利として処理される[14][15]。

| 順 | チーム           | 試 | 勝 | 分 | 敗 | 得 | 失 | 差  | 点 |
| -- | ---------------- | -- | -- | -- | -- | -- | -- | --- | -- |
| 1  | フィリピン       | 3  | 3  | 0  | 0  | 12 | 0  | +12 | 9  |
| 2  | トルクメニスタン | 3  | 2  | 0  | 1  | 10 | 1  | +9  | 6  |
| 3  | カンボジア       | 3  | 1  | 0  | 2  | 3  | 15 | −12 | 3  |
| 4  | ブルネイ         | 3  | 0  | 0  | 3  | 0  | 9  | −9  | 0  |

| 2013年3月22日 16:30 |

| トルクメニスタン | 7 - 0    | カンボジア |
| アマノフ 7分 · バイラモフ 23分, 36分 · （サフラク） 41分 (OG) · シャミラドフ 74分 · アビロフ 81分 · バティロフ 87分 | レポート |            |

| リサール・メモリアル・スタジアム（マニラ） 観客数: 200人 主審: クリス・ビース |

| 2013年3月22日 19:30 |

| フィリピン | 3 - 0 不戦勝 | ブルネイ |
|            |              |          |

| リサール・メモリアル・スタジアム（マニラ） |

| 2013年3月24日 16:30 |

| ブルネイ | 0 - 3 不戦勝 | トルクメニスタン |
|          |              |                  |

| リサール・メモリアル・スタジアム（マニラ） |

| 2013年3月24日 19:30 |

| カンボジア | 0 - 8    | フィリピン                                                                                            |
|            | レポート | P.ヤングハズバンド 26分, 31分, 34分, 88分 · パチーニョ 45分, 58分 · シュレック 46分 · デ・ムルガ 90分 |

| リサール・メモリアル・スタジアム（マニラ） 観客数: 6,500人 主審: ニヴォン・ロベシュ |

| 2013年3月26日 16:30 |

| カンボジア | 3 - 0 不戦勝 | ブルネイ |
|            |              |          |

| リサール・メモリアル・スタジアム（マニラ） |

| 2013年3月26日 19:30 |

| フィリピン              | 1 - 0    | トルクメニスタン |
| P.ヤングハズバンド 66分 | レポート |                  |

| リサール・メモリアル・スタジアム（マニラ） 主審: Wang Di |

### 各組2位チーム
本大会に出場するグループ2位成績上位2チームを決定する際、以下の順で成績の順位を決定する。
1. 勝ち点
2. 得失点差
3. 総得点
4. イエローカード、レッドカードの枚数（イエローカードは1ポイント、イエローカード2枚及び直接受けたレッドカードは3ポイント、イエローカード獲得後レッドカードを受けた場合は4ポイント。点数の少ないチームが上位）。
5. 抽選

なおアジアサッカー連盟はブルネイの予選出場辞退に伴い、大会規程16.1を適用して、各組2位チームの成績はグループ成績最下位チームとの戦績を除外して比較するものとすると発表した。
| 組 | チーム           | 試 | 勝 | 分 | 敗 | 得 | 失 | 差 | 点 |
| -- | ---------------- | -- | -- | -- | -- | -- | -- | -- | -- |
| C  | ラオス           | 2  | 1  | 1  | 0  | 5  | 3  | +2 | 4  |
| E  | トルクメニスタン | 2  | 1  | 0  | 1  | 7  | 1  | +6 | 3  |
| A  | インド           | 2  | 1  | 0  | 1  | 4  | 1  | +3 | 3  |
| D  | バングラデシュ   | 2  | 1  | 0  | 1  | 2  | 1  | +1 | 3  |
| B  | タジキスタン     | 2  | 1  | 0  | 1  | 1  | 1  | 0  | 3  |

## 本大会出場決定国
- モルディブ - 開催国
- ミャンマー - グループA1位
- キルギス - グループB1位
- アフガニスタン - グループC1位
- パレスチナ - グループD1位
- フィリピン - グループE1位
- ラオス - グループ2位成績1位
- トルクメニスタン - グループ2位成績2位